# Tritonus (Ensemble)

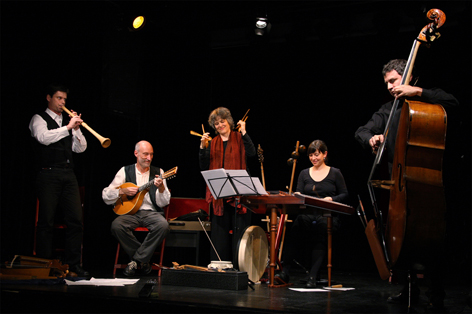
Live in der Kellerbühne St. Gallen 2008

Das Ensemble Tritonus ist eine Schweizer Volksmusikgruppe, die um 1985 in der Ostschweiz gegründet wurde. Sie gelten als Pioniere und Experten in der Erforschung und Aufführung der alten Volksmusik und deren Instrumente in der Schweiz vor 1800.

## Bandgeschichte
Die Geschichte des Ensembles geht bis in die Zeit der 1970er-Jahre zurück. Den Anstoss zum späteren Gruppennamen gab die zentrale Bedeutung des Tritonus-Tonschrittes in der alten Schweizer Volksmusik.
Beat Wolf und Urs Klauser, beide Instrumentenbauer und Musikanten, verband das Interesse an alter Volksmusik unterschiedlichster Herkunft und das Bedürfnis, die Schweizer Volksmusik früherer Jahrhunderte gründlich zu erforschen. Auf ihren Instrumenten, die sie nach historischen Vorlagen rekonstruierten, liessen sie das gefundene melodische Material im ursprünglichen Klangbild neu aufleben.

Im Zentrum standen zuerst die Borduninstrumente Schweizer Sackpfeife und Drehleier sowie die Schalmei. Instrumente also, die in der Schweiz verbreitet und beliebt waren, bevor sie durch veränderte Klangideale und im 19. Jh. durch das Aufkommen neuer Instrumente (z. B. Handharmonika und Klarinette) verdrängt wurden.
1985 gilt als Gründungsjahr des Ensembles «Tritonus»: Wolf und Klauser ergänzten ihr Duo mit zusätzlichen Musikanten, weiteren alten Volksmusikinstrumenten wie Cister (Halszither), Schwegel (Querpfeife), Flöten, Trümpi (Maultrommel), diversen Rhythmusinstrumenten und später auch mit Hackbrett, Geige, Rebec und Gesang.
Die erste, in Zusammenarbeit mit Radio DRS I produzierte und preisgekrönte Tritonus-CD Alte Volksmusik in der Schweiz (1991) bildete einen wahren Meilenstein in der Erforschung alter Traditionen.
Rund fünfzehn Jahre nach Erscheinen dieses Standardwerks betrat «Tritonus» in erweiterter Besetzung mit jungen Jazzmusikern musikalisches Neuland. Es entstand ein Repertoire, das Tradition und Innovation, Herkunft und Zukunft der Schweizer Volksmusik vereint. «Tritonus» präsentiert auf der 2006 erschienenen CD Alpan Alpsegen, Zäuerli, Kuhreihen- und Geissreihen sowie Löckler neben Balladen und Liebesliedern. Archaische Volksmusik mischt sich mit neuen Klängen.
Im Sommer 2010 fand die Première des neuen «Tritonus»-Programms mit dem Titel Vo Schwyzer, Schwede, Wyn und Wyb in der Tonhalle Zürich statt, das unter anderem die Legende der Herkunft der Schweizer aus Schweden musikalisch aufarbeitet. In dem Programm beschäftigt sich «Tritonus» mit den «zentralen Fragen der Menschheit: Woher kommen wir? Wohin gehen wir? und vor allem: Was trinken wir dazu?»

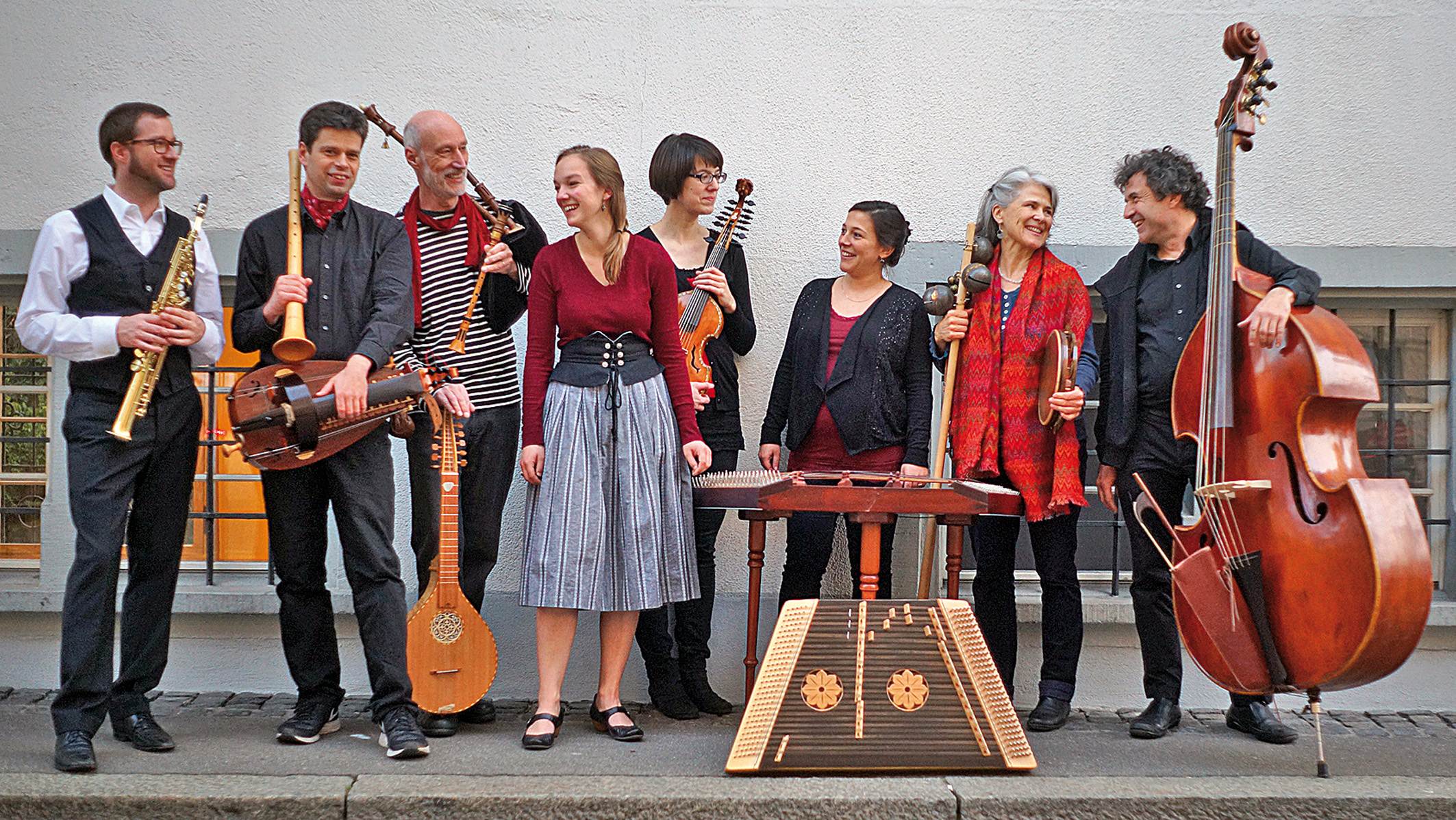
Ensemble «Tritonus» (2015)

Im Mai 2015 erschien zum 30-jährigen Jubiläum des Ensembles die dritte CD urbanus, die sich der alten Volksmusik aus Schweizer Städten widmet. Tänze aus Lautentabulaturen des 16. Jahrhunderts, Lieder und Balladen werden in Arrangements zu neuem Leben erweckt und – inspiriert vom Esprit alter Volksmusik – mit neuen Texten und Melodien ergänzt. 
In den Jahren 2021–2023 arbeitete «Tritonus» mehrmals mit dem «Neuen Orchester Basel» zusammen für das Konzertprogramm «Alte Weisen – Neue Welten» / «Welten verbinden» mit Aufführungen im Stadtcasino Basel und Goetheanum Dornach. Im September 2024 wurde dieses Programm zudem mit der Jenaer Philharmonie unter der Leitung von Christian Knüsel im Volkshaus Jena (D) aufgeführt.
Fürs 40-Jahr-Jubiläum im Jahr 2025 erarbeitete «Tritonus» ein neues Konzertprogramm unter dem Titel «UNE und OBE» (UNTEN und OBEN) mit Volksmusik der unteren und oberen Gesellschaftsschichten in der Schweiz am Ende des 18. Jahrhunderts bis etwa 1820.

## Auszeichnungen
- 1991: Radio- und Fernsehpreis der ORG (Ostschweizerische Radio- und Fernsehgesellschaft)
- 1992: Anerkennungspreis der Kulturstiftung des Kantons Appenzell Ausserrhoden
- 2005: Förderpreis der Kulturstiftung des Kantons Appenzell Ausserrhoden

## Konzerte
Kleinbühnen, Festivals und historisch/akustisch interessante Orte in der Schweiz und im Ausland: Weltausstellung Sevilla, Kulturaustausch Bulgarien, Internationales Musikfestival Alpentöne Altdorf, Forum Alte Musik Zürich, Spazio Culturale Svizzero di Venezia, «urCHix» Festival der neuen Volksmusik, Museumsnacht Basel, Tonhalle Zürich («Stubete am See»), Weltausstellung Shanghai, Stadtcasino Basel, Volkshaus Jena.

## Diskographie
- 2015: CD urbanus
- 2007: CD Alpentöne (Sammel-CD live)
- 2006: CD Alpan
- 1992: CD Alpine Jazz Herd – Alpine Two (Mitwirkung von B. Wolf & U. Klauser)
- 1991: CD Alte Volksmusik in der Schweiz
- 1988: LP Ferdinand Huber – Ein Schweizer Musiker im Biedermeier (Sammelalbum; Mitwirkung von B. Wolf & U. Klauser)
- 1982: LP Bollement (Sammelalbum; Mitwirkung von B. Wolf & U. Klauser)

## Ensemble-Mitglieder (aktuelle Besetzung)
- Felicia Kraft – Gesang, Perkussion, Rebec
- Urs Klauser – Schweizer Sackpfeife, Cister, Schwegel
- Daniel Som – Schalmei, Drehleier, Flöten, Trümpi
- Lea Zanola – Hackbrett, Trümpi
- Andrea Brunner – Violine, Viola
- Andreas Cincera – Violonen, Kontrabass
- Michaela Walder – Hackbrett (Stellvertretung für Lea Zanola)

## Frühere Ensemble-Mitglieder/Gastmusiker
- Beat Wolf – Drehleier, Schalmei, Trümpi, Flöten
- Barbara Plouze – Cister, Rhythmusinstrumente
- Dale Overturf – Schalmei, Flöten, Trümpi, Rhythmusinstrumente
- Paola Imola – Hackbrett
- Cornelia Arn – Geige, Rebec
- Geri Bollinger – Sopransax, Flöten, Kontrabass
- Fabian Müller – Hackbrett, Geige, Kontrabass
- Reto Suhner – Sopransax
- Tobias Preisig – Violine, Viola
- Nicole Johänntgen – Sopransax
- Andreas Ambühl – Sopransax, Chalumeaux, Bassklarinette
- Daniel Affentranger – Sopransax, Chalumeaux, Bassklarinette